# Historia Czech
Historia Czech – obejmuje dzieje państw czeskich i narodu czeskiego do XXI wieku.

## Od czasów najdawniejszych
W V-IV wieku p.n.e. na obszarze dzisiejszych Czech zamieszkiwali Bojowie (lud celtycki). Od nich pochodzi łacińska nazwa kraju – Bohemia, pierwotnie w postaci łac. Boiohaemum, tj. ziemia Bojów.
Od końca IV wieku p.n.e. na obszarze dzisiejszych Czech osiedlały się głównie migrujące na wschód plemiona germańskie. Najpierw przybyli Markomanowie (plemię zachodniogermańskie). Około 8 roku p.n.e. na ziemiach czeskich i morawskich utworzyli silne państwo pod przywództwem Marboda (łac. Maroboduus). Marbod w końcu został pokonany przez Arminiusa (Hermana), wodza germańskich Cherusków i zbiegł do Italii, gdzie zmarł w 37 roku n.e.
Od I-II do IV wieku tereny Czech znajdowały się pod silnymi wpływami cesarstwa rzymskiego. W latach 166–180 Markomanowie zostali pokonani przez Rzymian. W sąsiedniej Bawarii archeolodzy odkryli przeszło 500 osiedli z tamtego czasu.
W VI wieku ze wschodu przybyli Słowianie, którzy stopniowo wypierali pozostałości germańskich Longobardów. W VII wieku plemionom słowiańskim narzucił zwierzchność Kaganat Awarów. W 623 pod wodzą kupca frankijskiego Samona wybuchło powstanie słowiańskie przeciwko Awarom, zakończone sukcesem. Plemiona słowiańskie zjednoczyły się w państwo pod wodzą Samona, a jego centralną część stanowiły Morawy. Po śmierci Samona w 658 państwo rozpadło się. Odtąd Słowianie nie utworzyli ponadplemiennego państwa aż do wieku IX. Znaleziska archeologiczne pozwalają twierdzić, że Awarowie powrócili wówczas na wcześniej zdobyte ziemie, a przynajmniej na południowe krańce dzisiejszej Słowacji, wchodząc w symbiozę ze Słowianami. Tymczasem terytoria położone dalej na północ były już czysto słowiańskie. Pod koniec VIII wieku Czechy znajdowały się w orbicie wpływów Państwa Franków, będącego u szczytu rozkwitu za panowania Karolingów, a szczególnie ich najwybitniejszego władcy – Karola Wielkiego. Budowa licznych osad w dolinach rzecznych, jak również fortów na wzgórzach wskazuje, że integrację polityczną napędzali lokalni możnowładcy dysponujący uzbrojonymi drużynami. Dzięki temu rozwojowi w rejonie Blatnica-Mikulčice wyrosła bogata kultura inspirowana też częściowo sztuką karolińską i awarską. Nastąpiła dalsza centralizacja władzy i postęp w tworzeniu słowiańskich struktur państwowych. W rezultacie wytworzyły się dwa główne państwa: Księstwo Morawskie początkowo usytuowane w dzisiejszych południowo-wschodnich Morawach i zachodnich krańcach Słowacji, którego ośrodkiem były prawdopodobnie Mikulčice oraz Księstwo Nitrzańskie położone na terenie obecnej zachodniej i środkowej Słowacji ze stolicą w Nitrze.

## Od Wielkich Moraw do państwa Przemyślidów

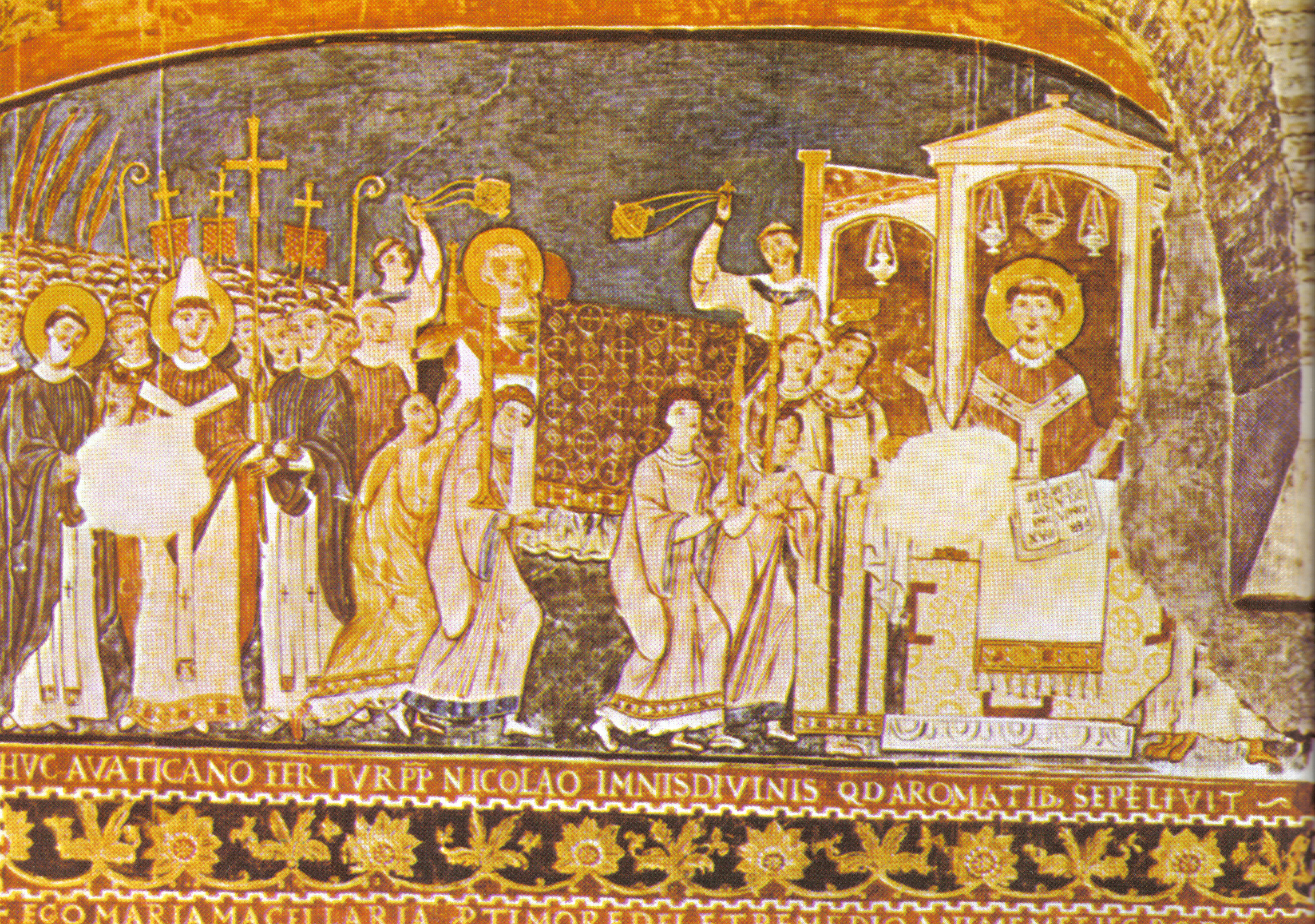
Cyryl i Metody w Rzymie

Około roku 820 Księstwo Morawskie zaczęło przekształcać się w silne państwo wielkomorawskie, które początkowo podbiło jedynie pozostały obszar Moraw, a dopiero po pierwszych kilkunastu latach istnienia także tereny Bohemii, czyli tzw. „Czech właściwych”. Państwem tym rządziła lokalna dynastia. Pierwszym znanym z imienia władcą był Mojmir I, który w 831 przyjął chrzest z rąk Reginhara, biskupa Pasawy.
W pierwszych dekadach IX w. Słowianie żyjący w Księstwie Nitrzańskim pozostawali pod władzą księcia Pribiny. W 828 wybudował on – choć sam pozostał poganinem – dla swojej żony i niemieckich osadników zamieszkujących w granicach jego państwa pierwszy kościół na terenie swej posiadłości, Nitrawa, który wyświęcił biskup salzburski Adalram. W 833 Mojmir wygnał Pribinę z Nitry, co zapoczątkowało zjednoczenie obydwóch księstw pod berłem jednego władcy. Wykopaliska ujawniły, że zniszczone zostały wtedy co najmniej trzy nitrzańskie grody (Probedim, Čingov, Ostrá Skala). Pribina znalazł schronienie u Franków, a ich król Ludwik Niemiecki podarował mu w 847 część Panonii nad rzeką Zala, znaną jako Księstwo Balatońskie, które z czasem stało się częścią Moraw.
W latach 833–836 Mojmir przyłączył Księstwo Nitrzańskie oraz stopniowo uwalniał Morawy spod wpływów władców wschodniofrankijskich. W 846 usiłował doprowadzić do uwolnienia kraju spod ich zwierzchnictwa. Został wtedy zdetronizowany przez Ludwika Niemieckiego, który osadził jego bratanka, Rościsława. Nowy władca kontynuował jednak niezależną politykę. Po zatrzymaniu w 855 ataku Franków, chcąc osłabić wpływy niemieckich księży w państwie, zwrócił się do cesarza Bizancjum Michała III z prośbą o przysłanie misjonarzy, którzy potrafiliby przetłumaczyć religię chrześcijańską na język słowiański. Poprzez nawiązanie relacji z Konstantynopolem pragnął również zrównoważyć nowo powstały sojusz Franków z Bułgarami. W roku 863 na Morawy przybyło 2 braci (mnichów) – Cyryl i Metody, którzy rozpoczęli chrystianizację kraju. Cyryl przetłumaczył Biblię na staro-cerkiewno-słowiański, tworząc do jej zapisu głagolicę. Jego teksty uznawane są za najstarsze wśród wszystkich języków słowiańskich.
Rościsław troszczył się także o bezpieczeństwo i administrację kraju. Na jego panowanie przypadł okres budowy licznych warowni, jak np. Dowina. Morawy stały się na tyle silne militarnie i ekonomicznie, by Rościsław mógł ingerować w wewnętrzne spory i walki zachodnich sąsiadów. Udzielał wsparcia synowi króla Ludwika – Karlomanowi w buncie przeciwko ojcu. W zamian otrzymał Księstwo Balatońskie w Dolnej Panonii po zabiciu księcia Pribiny przez Karlomana. Za panowania Rościsława doszło w 861 po raz pierwszy do najazdu plemion madziarskich. Rościsław podarował w apanaż swojemu bratankowi Świętopełkowi I księstwo Nitry. Ten jednak sprzymierzył się z Frankami i w 870 obalił rządy stryja. Początki panowania nowego władcy były burzliwe, bowiem jego sojusznicy odmówili opuszczenia zachodniej części Wielkich Moraw i doszło do walk. W 871 młody książę dostał się do niewoli frankijskiej, a podczas gdy w kraju wybuchło powstanie pod wodzą Sławomira. Ostatecznie Świętopełk został wypuszczony i przejął dowództwo nad powstańcami, usuwając Franków z Wielkich Moraw. W następnych latach skutecznie bronił niezależności państwa od Franków i podporządkował sobie wiele sąsiednich ziem, w tym w 874 m.in. Księstwo Błatneńskie. Za jego panowania Wielkie Morawy stały się znacznym państwem, osiągając w 880 największy zasięg terytorialny, obejmujący nie tylko Morawy i Słowację, ale także północ i centrum dzisiejszych Węgier, Dolną Austrię, Bohemię, Łużyce, Śląsk i Małopolskę, a także północną Serbię. Jednak dokładne granice państwa są przedmiotem dyskusji.
Świętopełk wytrzymał najazdy węgierskie i bułgarskie. Wielokrotnie sam wynajmował Madziarów, rozważając wszczęcie wojny z Frankami.
Około 869 zmarł Cyryl, a w 880 papież Jan VIII utworzył nową prowincję kościelną obejmującą Wielkie Morawy. Arcybiskupem Moraw został Metody, który mimo trudności prowadził dalszą owocną chrystianizację. Po raz pierwszy wprowadził on słowiański język do liturgii – jako czwarty po hebrajskim, grece i łacinie. Biskupstwo było ulokowane w Nitrze. Świętopełk był mniej przychylny Metodemu niżeli Rościsław, jednak to on całkowicie uniezależnił księstwo wielkomorawskie od wpływów niemieckich. W tym czasie kler bawarski, uważając Morawy za swoją strefę wpływów, oskarżał Metodego o herezję. W tych okolicznościach jego działalność zanikła, jednakże 20 lat jego pracy spowodowało, że mieszkańcy Wielkich Moraw oswoili się z nową religią. Metody zmarł w 885 roku. Rok później umarł Świętopełk.
W 906 Wielkie Morawy dotknął niszczący najazd Madziarów (którzy od 895 również tworzyli zręby własnej państwowości na południe od Moraw). Osłabione państwo wielkomorawskie, rozdarte wewnętrznymi walkami między synami Świętopełka, Mojmirem II i młodszym Świętopełkiem II wkrótce rozpadło się. Na gruzach Wielkich Moraw około roku 895 powstało pierwsze państwo czeskie, rządzone przez Spycigniewa I z lokalnej dynastii Przemyślidów, który uznał zwierzchnictwo Franków.

## Państwo Przemyślidów

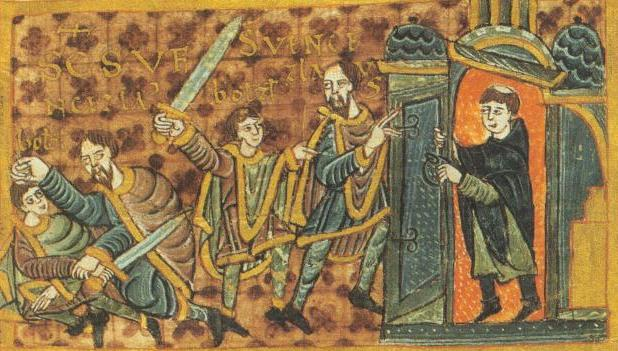
Średniowieczna miniatura z Codeksu Gumpolda przedstawiającego Wacława, usiłującego schronić się przed oprawcami w kościele

W 925 nowy władca Czech Wacław I przyjął chrześcijaństwo z królestwa wschodniofrankijskiego. W 935 jego brat Bolesław dokonał przewrotu, w wyniku którego książę zginął, a Bolesław został władcą, zmieniając orientację polityczną: rozluźnił więzi z Frankami oraz zahamował działalność zachodnich misjonarzy. Władza Bolesława prócz Czech i Moraw sięgała Słowacji, Śląska i Małopolski.
W 965 córka Bolesława, Dobrawa została żoną księcia Polan, Mieszka I, pieczętując sojusz obu władców. Zabity Wacław został uznany za męczennika przez Kościół i wyniesiony na ołtarze, natomiast Bolesław zyskał przydomek „Srogi”. W 950 król niemiecki Otto I najechał na Czechy i wymógł na księciu hołd lenny. W 962 Otto I koronował się na cesarza Świętego Cesarstwa Rzymskiego, proklamując odbudowę cesarstwa na Zachodzie. Tym sposobem Czechy stały się lennem Cesarstwa i od tej pory ich losy toczyły się w orbicie Rzeszy. W 972 Bolesław I Srogi zmarł i na tron wstąpił jego syn Bolesław II Pobożny. Rok później w jego stolicy, Pradze powstało biskupstwo. Ponieważ biskup praski podlegał arcybiskupowi Moguncji, nie umniejszyło to uzależnienia kraju od Rzeszy.
W 990 Czechy prowadziły wojnę z sąsiednim państwem Mieszka I, w wyniku której utraciły Śląsk i (być może już w latach 986/7) Małopolskę. W 995 miał miejsce epizod rywalizacji dynastycznej – z przyzwoleniem władcy ród Wrszowców wymordował inny, opozycyjny wobec Przemyślidów ród Sławnikowiców. Bolesław Pobożny zmarł w 999, a na tron wstąpił jego syn Bolesław III Rudy. Rozpętał terror, a jego bracia w obawie przed zgładzeniem uciekli do Niemiec. W 1003 wyczerpany wewnętrznie kraj uległ najazdowi polskiego księcia, syna Mieszka i Dobrawy, Bolesława Chrobrego, który opanował cały kraj i ogłosił się jego księciem. Nieudolność osadzonego na tronie Władywoja zmusiła Chrobrego do samodzielnego objęcia rządów w latach 1003–1004. Rozszerzenia wpływów polskich nie chciał jednak zaakceptować król niemiecki Henryk II, któremu Bolesław odmówił hołdu lennego z Czech. W 1004 wojska niemieckie i powstanie czeskie obaliły rządy Bolesława w Pradze.
Nowym władcą został uległy wobec cesarza brat Bolesława Rudego – Jaromir. Jego władza ograniczała się tylko do Czech właściwych, gdyż Morawy i Słowacja pozostały pod kontrolą Chrobrego. W 1005 i 1007 wojska czeskie wspomagały wyprawy Henryka przeciwko Polsce. W 1012 Jaromir został obalony i wygnany z kraju. Na tron wstąpił jego młodszy brat – Oldrzych. Za jego panowania narastał konflikt pomiędzy księciem a rodem Wrszowców. W 1025 zmarł Bolesław Chrobry i nadarzyła się okazja odzyskania utraconych terenów. W 1031 Czechy odzyskały Morawy, jednakże Słowację zajęli Arpadowie. W 1033 wybuchła wojna domowa między stronnikami Jaromira i Oldrzycha. W jej wyniku na tron wrócił Jaromir, po roku jednak zginął zamordowany. Oldrzych zmarł w 1034.
Następnym władcą został syn Oldrzycha, Brzetysław I. W 1038 wykorzystując powstanie antychrześcijańskie i panujące w Polsce bezkrólewie, dokonał najazdu Śląsk i Wielkopolskę. Zniszczył stolice biskupie w Poznaniu i Gnieźnie. Wraz z łupami wywiózł m.in. relikwie dawnego biskupa Pragi, św. Wojciecha, a w drodze powrotnej przyłączył do Czech Śląsk. Cesarz Henryk III, nie chcąc pozwolić na zbytnie wzmocnienie Czech, zaatakował Czechy w 1040, jednak poniósł klęskę. Rok później cesarz zmusił jednak Brzetysława do poddania i zwrócenia części Śląska. W 1050 polski książę, Kazimierz Odnowiciel zajął zbrojnie resztę Śląska, jednak władca czeski miał – zgodnie z ustaleniami ugody zawartej przed cesarzem w Quedlinburgu – odbierać z niego trybut. Graniczne wojny między Przemyślidami i Piastami trwały od tej pory aż do zawarcia pokoju kłodzkiego w 1137, który pozostawiał po czeskiej stronie ziemie kłodzką i opawską.
Zgodnie z wprowadzoną przez Brzetysława zasadą senioratu na tron wstąpił najstarszy jego syn, Spycigniew II, a jego młodsi bracia otrzymali księstwa na Morawach. Zapoczątkowało to okres rozbicia dzielnicowego w Czechach oraz podział dynastii na linię czeską i morawską. Skutkiem tego były nawracające walki wewnętrzne o tron praski między kuzynami i osłabienie kraju.
Następca Spycigniewa, młodszy brat Wratysław II rozpoczął rządy w roku 1061. W 1063 udało mu się utworzyć drugie na terenie Czech biskupstwo ze stolicą w Ołomuńcu. Wratysław zaangażował się w wojnę domową w Niemczech, a gdy król niemiecki Henryk IV uzyskał przewagę nad rywalami, w dowód wdzięczności zezwolił na królewską koronację Wratysława, do której doszło w roku 1085. Za jego rządów Władysław Herman zmuszony był wznowić płacenie trybutu ze Śląska.
Kres walk wewnętrznych w Królestwie Czeskim nastąpił wraz z panowaniem Przemysła Ottokara I. W 1212 roku przyszły cesarz Fryderyk II Hohenstauf wydał w podzięce za otrzymaną od niego pomoc Złotą Bullę Sycylijską. Bulla podniosła pozycję Czech z lennika do uprzywilejowanego członka Cesarstwa Rzymskiego, przyznawała dziedziczny tytuł królewski książętom Czech i zmniejszała obowiązkowe posiłki wojskowe dostarczane przez Czechy do symbolicznej liczby trzystu zbrojnych. Cesarz, jako senior, zobowiązał się do udzielania inwestytury tylko takim władcom, którzy cieszyć się będą zaufaniem czeskiej szlachty, co pozwoliło na wykształcenie się monarchii elekcyjnej po wymarciu rodzimej dynastii Przemyślidów.

Maksymalny zasięg panowania króla Przemysła Ottokara II

Przez cały wiek XIII władcy czescy umacniali swą pozycję w Europie, zawarli traktaty wojskowe z zakonem krzyżackim, rozciągnęli swe wpływy na Śląsk. Czechy stały się najsilniejszym państwem Rzeszy. Odkrycie złóż srebra w Kutnej Horze w 1260 dało monarchii komfort ekonomiczny i uczyniło wkrótce z grosza praskiego najpopularniejszą i wzorcową monetę Europy Środkowej.
Wobec wygaśnięcia austriackiej dynastii Babenbergów w 1246 doszło do zmagań o przejęcie ich domeny. W walki – początkowo w imieniu cesarza – zaangażował się Wacław I, nowy król Czech, spowinowacony z ostatnim księciem dynastii. W 1251 stany austriackie poprosiły go objęcie władzy w księstwie, aby położyć kres walkom i najazdom. W 1254 rok po śmierci Wacława umarł także ostatni król niemiecki z dynastii Hohenstaufów w rezultacie czego w Rzeszy nastał okres wielkiego bezkrólewia. Nowy władca Czech – Przemysł Ottokar II, syn Wacława poza księstwem Austrii opanował pozostałe domeny Babenbergów: Styrię, Karyntię i Krainę. Odebrał także hołd lenny kilku książąt śląskich. Przemysł Ottokar próbował sięgnąć po koronę niemiecką, jednakże królem został wybrany Rudolf Habsburg. W 1278 doszło do bitwy pod Suchymi Krutami, w której pretendent zginął a królestwo Czech utraciło ziemie austriackie, gdzie cesarz osadził własny ród dynastyczny.

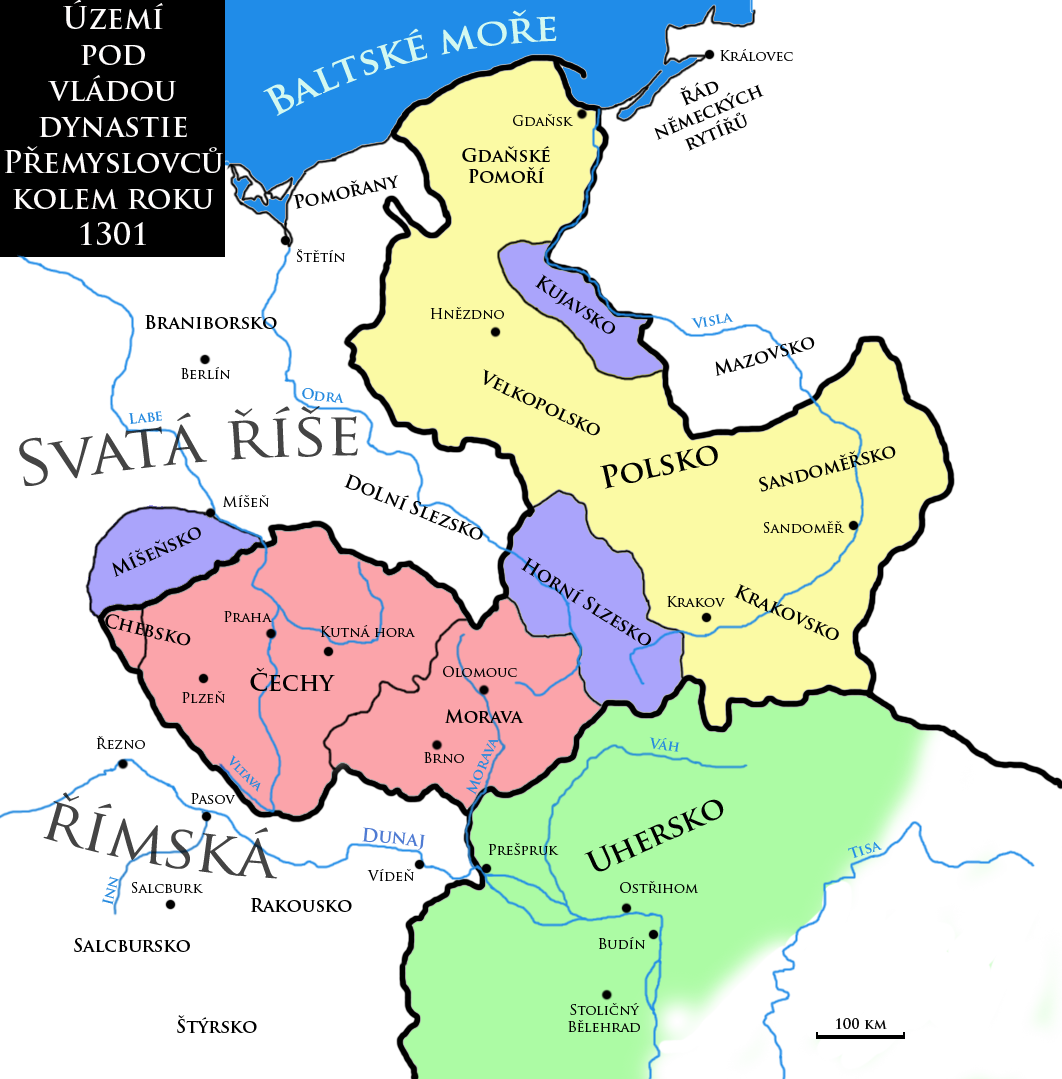
Ziemie we władzy Wacława II (Królestwo Czech i Polski) oraz Wacława III (Węgry) w roku 1301

Klęska na południu odwróciła ostrze ekspansji królestwa na północ. Nowy władca Wacław II zhołdował piastowskie księstwa górnośląskie i wysunął roszczenia do korony polskiej. Po śmierci księcia wrocławskiego, Henryka Prawego opanował Kraków. W 1297 Wacław korował się za zgodą cesarską na króla Czech. Wykorzystując śmierć zamordowanego Przemysła II, opanował resztę kraju i w 1300 za zgodą cesarza acz wbrew woli papieża koronował się na króla Polski. Następnie korzystając z wygaśnięcia rdzennej, węgierskiej dynastii Arpadów uzyskał wybór swego syna, także Wacława na króla Węgier. Ekspansja ta została jednak podkopana przez papiestwo, które nie uznawało ani polskiej koronacji Wacława II ani węgierskiej Wacława III. Schorowany Wacław zmarł w 1305, a jego syn zginął wkrótce zamordowany w 1306. Wraz z jego śmiercią wygasła królewska linia Przemyślidów.

## Królestwo Luksemburgów
Po walkach wewnętrznych w Czechach król niemiecki, Henryk VII Luksemburski oddał kraj w lenno swemu synowi Janowi. Jan poślubił siostrę Wacława III, Elżbietę, umacniając swe prawo do władania Czechami oraz wystąpił z roszczeniami do korony polskiej. Jan był królem dyplomatą, wykorzystywał nowy kraj do umocnienia swej polityki dynastycznej, którą prowadził podróżując po Europie. Pod jego nieobecność królestwem z czasem zaczął zarządzać syn, Karol. Sporym osiągnięciem było utworzenie arcybiskupstwa w Pradze w 1344 roku. W ten sposób kraj uzyskał samodzielność kościelną.
Na mocy układu w Trenczynie z 1335 Kazimierz Wielki zrzekł się praw do księstw śląskich wcześniej zhołdowanych przez koronę czeską, a król czeski pretensji do tronu polskiego. Jednak w 1345 r. wobec przystąpienia króla polskiego do antyluksemburskiego sojuszu z nowym cesarzem doszło do kolejnej wojny polsko-czeskiej. W kwietniu lub na początku maja 1345 roku Jan zaatakował Bolka Małego, sprzymierzonego z Kazimierzem Wielkim, zdobywając Kamienną Górę. W czerwcu wojska polskie w odwecie spustoszyły księstwo opawskie i przystąpiły do oblężenia Żor. 29 czerwca 1345 siły Jana przybyły z odsieczą i stanęły obozem pod Wodzisławiem. Kazimierz nie przyjął bitwy i cofał się w kierunku Krakowa. Król czeski podążył za nim i rozpoczął trwające 8 dni oblężenie Krakowa. Jeszcze podczas oblężenia stolicy jeden z czeskich oddziałów poniósł z ręki przybyłych z pomocą Węgrów porażkę pod Lelowem. Czesi przegrali także starcie we wsi Pogoń koło Będzina. Jan Luksemburski zarządził odwrót. We wrześniu zawarto obowiązujący do 11 listopada 1346 rozejm pomiędzy Kazimierzem i Bolkiem Małym a Janem Luksemburskim. Przez kolejne dwa lata nie wznowiono starć, ale nie zawarto też pokoju. Wkrótce stary król zginął po drugiej stronie Europy w bitwie pod Crécy, walcząc przeciw Anglikom po stronie Francuzów.
Zawarciem trwałego pokoju zainteresowane były obie strony, ponieważ nowy król czeski, Karol IV koncentrował się na sprawach niemieckich, a Kazimierz zamierzał skupić siły na walce o Ruś Halicką. W listopadzie 1348 roku wojna została formalnie zakończona podpisaniem pokoju namysłowskiego. W 1346 r. Karol został władcą Czech oraz antykrólem niemieckim wobec Ludwika IV Bawarskiego z dynastii Wittelsbachów. Jego konkurent zmarł w 1347 i Karol stał się wówczas niepodzielnym królem Niemiec. W 1348 założył w Pradze pierwszy w Europie Środkowej uniwersytet. Za jego rządów Praga stała się stolicą cesarstwa i znacznie się rozbudowała. W 1355 Karol koronował się na cesarza rzymskiego. Za jego panowania toczyły się spory o podległość biskupstwa wrocławskiego. Choć Wrocław znajdował się w domenie czeskiej, papież pozostawił biskupstwo pod władzą arcybiskupów gnieźnieńskich mimo wcześniejszego podniesienia Pragi do rangi arcybiskupstwa.

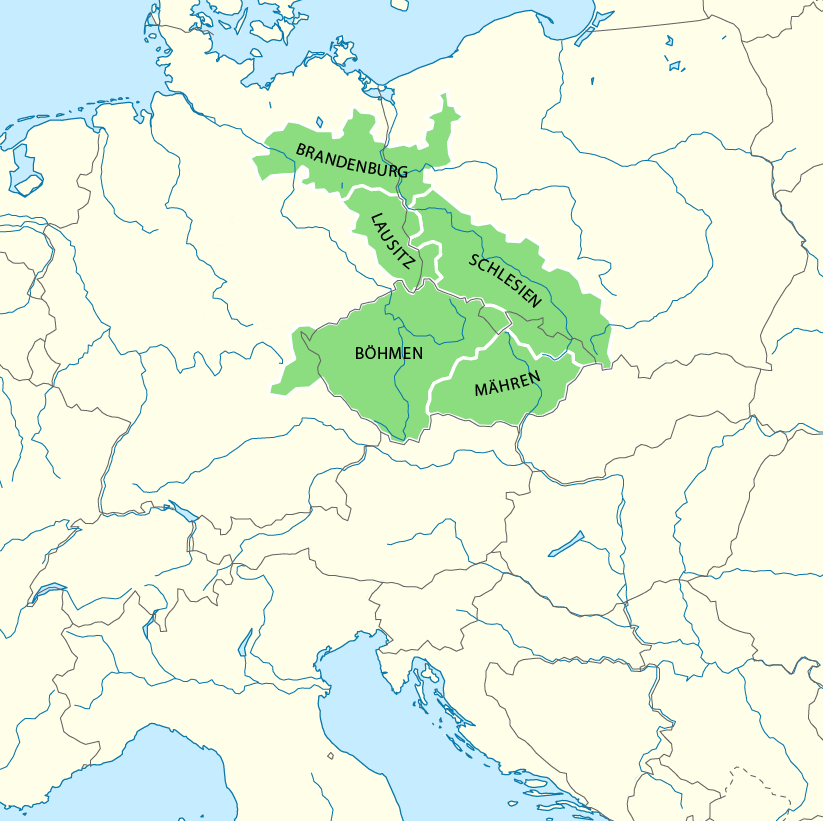
Ziemie we władaniu Karola IV

W 1348 r. Karol IV ustanowił Koronę Czeską, w skład której wchodziły: Czechy właściwe, Margrabstwo Moraw, Śląsk, a od 1356 r. także Łużyce. Czeska korona świętego Wacława miała należeć do całego państwa i mogła być wyłącznie użyczana monarsze. Na mocy Złotej Bulli Karola IV król czeski stał się jednym z czterech dziedzicznych elektorów świeckich, dokonujących wyboru cesarza rzymskiego. Obok języka niemieckiego i włoskiego Bulla zobowiązywała dziedzica elektora do znajomości języka czeskiego. Za zgodą Karola IV odnowiono słowiańską liturgię w nowo założonym klasztorze Emaus w Pradze, na co uzyskał specjalną zgodę papieża. Ponownie obok łacinki zaczęto używać głagolicy i języka staro-cerkiewno-słowiańskiego. Klasztor stał się prężnym ośrodkiem teologicznym, w którym nauki pobierali przyszli przywódcy husyccy, m.in. Jan Hus. Kres liturgii słowiańskiej położyły ok. 1430 r. wojny religijne.
Karol rozszerzył granice Czech, przyłączając w 1355 Czeski Palatynat, w 1367 Łużyce Dolne, a w 1373 Brandenburgię. Jego państwo obejmowało Pragę, Wrocław, Brno i Berlin. Zmarł w roku 1378.
Po śmierci ojca władzę w kraju objął Wacław IV. Tak jak i jego poprzednik został królem niemieckim. W czasie jego rządów społeczeństwo antagonizowały spory religijne oraz konflikt o władzę papieską.

## Husytyzm

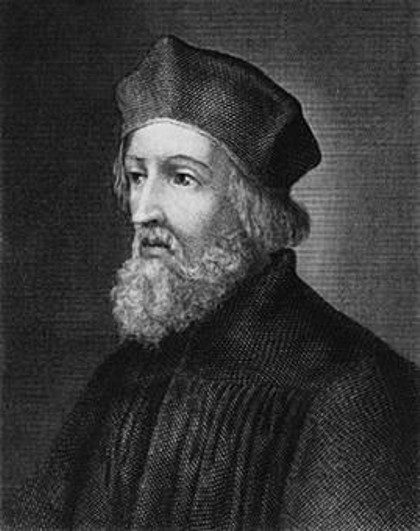
Jan Hus na rycinie z epoki

W początkach XV wieku wielki wpływ na społeczeństwo czeskie wywierał Jan Hus, głoszący potrzebę odnowy moralnej kościoła. Antypapież Jan XXIII, pod naciskiem przyrodniego brata Wacława IV, króla Niemiec i Węgier Zygmunta Luksemburskiego, uznał Husa za heretyka. W 1415 Zygmunt zaprosił Husa na soboru w Konstancji, rzekomo celem załagodzenia sporu, poręczając jego nietykalność tzw. listem żelaznym. Jednakże gdy Hus przybył do Konstancji, został pojmany, osądzony i spalony na stosie. Czesi oburzeni zdradą Zygmunta wzniecili rebelię. W 1419 po śmierci Wacława IV władzę w Czechach przejął Zygmunt.
Przez kolejne 20 lat wojny husyckie pustoszyły kraj i okoliczne krainy, na które za sprawą tzw. rejz przenieśli wojnę husyci odparłszy uprzednio 5 wypraw krzyżowych. Ludowy charakter radykalnego odłamu ruchu husyckiego doprowadził do przeciwstawienia rycerskim przeciwnikom szeregu innowacji militarnych takich jak szyk taborowy czy nowych form broni palnej jak hufnice, hakownice i taraśnic.

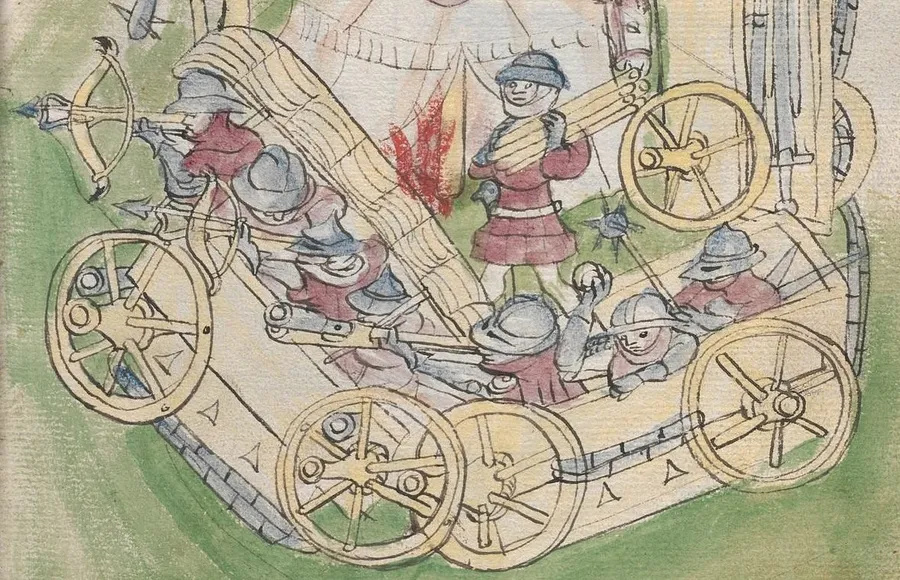
Husycki wagenburg w XV-wiecznym wyobrażeniu

Ostatecznie do 1436 Zygmunt wziął górę, gdy na jego stronę przeszło umiarkowane, husyckie ugrupowanie utrakwistów, które razem z wojskami cesarskimi rozbiło radykalnych taborytów w bitwie pod Lipanami. Zygmunt zmarł w 1437, był ostatnim czeskim władcą z dynastii Luksemburgów. Władzę w Czechach po nim objął zięć Albrecht II Habsburg, także król niemiecki i węgierski, zmarł jednak szybko w 2 lata później. Po okresie władzy landfrydów (tj. lokalnych konfederacji stanów mających zapewnić pokój), w 1453 koronowano na króla Czech syna Albrechta, Władysława Pogrobowca, jednak ten w 1457 zmarł wcześnie w wieku 17 lat. Rok później królem został wybrany były regent, przywódca utrakwistów, Jerzy z Podiebradów i panował do 1471. Husycki król przez cały okres rządów był w konflikcie z papiestwem i katolicką opozycją zgrupowaną wokół możnowładców z Rożemberku i Sternberku oraz miasta Wrocławia. Opozycja wybrała katolickiego antykróla w osobie władcy węgierskiego Macieja Korwina. Jego elekcji dokonano w morawskim Ołomuńcu. Wznawiana co jakiś czas wojna domowa między władcami toczyła się ze zmiennym szczęściem. Maciej, któremu z Czarną Armią udało się opanować jedynie Morawy, Śląsk i Łużyce, nigdy nie został ukoronowany w Pradze.

## Królestwo Jagiellonów
Po śmierci Jerzego stany czeskie z terenów nieopanowanych przez Korwina wybrały na tron – wskazanego przez zmarłego króla – Władysława Jagiellończyka, najstarszego syna polskiego króla Kazimierza. Po kilku latach wojen (m.in. nieudanym oblężeniu Wrocławia, w którym bronił się Maciej) wzajemne, skomplikowane relacje obu władców ustalił zawarty w 1479 r. pokój w Ołomuńcu. W wyniku tego traktatu Władysław Jagiellończyk rządzący w Czechach właściwych uznał Macieja, a Maciej panujący jako król czeski w tzw. pobocznych ziemiach Korony Czeskiej (Morawy, Śląsk, Łużyce) uznał Władysława. Ustalono też zasady następstwa w przypadku śmierci któregoś z władców. Po nieoczekiwanej śmierci Korwina w 1490 r. wszystkie ziemie koronne znalazły się pod władzą Władysława II jako jedynego króla czeskiego. Sięgnął on także po opróżnioną koronę węgierską.

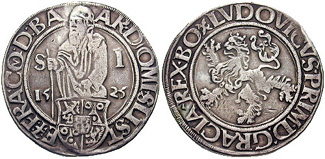
Wczesny „Ioachimsthaler” bity w imieniu Ludwika II, z postacią św. Joachima na rewersie (1525)

W 1515 Jagiellonowie zawarli układ wiedeński z Habsburgami, dotyczył on dziedziczenia tronu przez austriackich władców w przypadku wygaśnięcia Jagiellonów czesko-węgierskich. W 1516 na tronie zasiadł małoletni syn zmarłego Władysława – Ludwik Jagiellończyk.
Za rządów Ludwika wyczerpane już były złoża srebra w Kutnej Horze, jednak odkryto nowe w leżącym w Rudawach Jáchymowie (niem. Joachimsthal). Z dobywanego od 1516 tam srebra rozpoczęto bicie nowej monety talara.
W 1526 młody król zginął w bitwie pod Mohaczem, walcząc przeciwko Osmanom.

## W monarchii Habsburgów
Po bezpotomnej śmierci Ludwika na tron został wybrany Ferdynand I Habsburg. Panowanie Habsburgów przyniosło Czechom ograniczenie przywilejów stanowych oraz swobód religijnych, mimo zagwarantowania w 1609 przez cesarza Rudolfa II wolności religijnej protestantów w liście majestatycznym. W 1618 protestanci wyrzucili przez okna zamku na Hradczanach dwóch namiestników nowego króla Ferdynanda II (defenestracja praska 1618), co stało się bezpośrednią przyczyną wybuchu wojny trzydziestoletniej 1618–1648. Po śmierci Macieja II w 1619 stany nie uznały następstwa Ferdynanda II i powołały na tron władcę Palatynatu Fryderyka Wittelsbacha. W bitwie na Białej Górze 8 listopada 1620 wojska cesarskie pobiły armię powstańczą. W następstwie klęski przywileje stanów czeskich uległy drastycznemu ograniczeniu. Poza Śląskiem zniesiono swobody religijne, chłopi popadli w poddaństwo osobiste. W konstytucji Odnowiony porządek ziemski (cz. Obnovené zřízeni zemské) Habsburgowie znieśli uprzywilejowaną pozycję jęz. czeskiego, narzucili rządy absolutne i dziedziczność tronu, a czeską arystokrację zastępowali oddanymi dynastii cudzoziemcami. Przymusowa rekatolicyzacja Czech w latach 1627–1657 wywołała masową emigrację protestantów. Do Rzeczypospolitej wyemigrował wówczas m.in. Jan Ámos Komenský.
W ramach kontrreformacji powstawały nowe, jezuickie kolegia i uniwersytety, w 1573 w Ołomuńscu, a w 1702 we Wrocławiu.
Wojna trzydziestoletnia spowodowała w Czechach znaczne straty populacyjne (śmierć 1/3 ludności) i gospodarcze. Nastąpił upadek miast. Doszło także do zmian etnicznych, gdyż działania wojenne pustoszył głównie nizinne tereny zamieszkałe przez ludność czeską. W wiekach XVII–XVIII obszar Królestwa Czeskiego zmniejszał się. W 1635 jeszcze za panowania Ferdynanda II na mocy pokoju praskiego utraciło ono na rzecz Saksonii Łużyce.
Po przegranych przez cesarzową Marię Teresę wojnach śląskich 1740–1745 większa część Śląska wraz z hrabstwem kłodzkim przypadła Królestwu Prus. Zmagania wojenne znowu toczono na ziemiach czeskich.
Reformy Marii i jej syna Józefa II, zwłaszcza ograniczenie pańszczyzny, zniesienie poddaństwa i liczne kasaty majątków kościelnych, stworzyły w Czechach na przełomie XVIII i XIX w. warunki do stopniowego rozwoju gospodarki kapitalistycznej. Pomimo utraty Śląska, Czechy pozostały najlepiej rozwiniętym ekonomicznie krajem monarchii Habsburgów (budżet armii cesarskiej w 50% finansowany był przez ziemie królestwa); tworzyła się czeska burżuazja i inteligencja. W tym okresie w społeczeństwie czeskim rozpoczął się proces kształtowania świadomości narodowej. W 1792 powstała katedra języka czeskiego na uniwersytecie praskim. Rozwinęły się badania nad językiem czeskim, a następnie nad historią Czech, literaturą i twórczością ludową prowadzone przez tzw. budzicieli (cz. buditelé), jak Czesi określają Josefa Dobrovskiego i innych działaczy tego okresu. W wieku XIX wśród inteligencji czeskiej popularnością cieszył się początkowo romantyczny panslawizm, później austroslawizm.
W czasie Wiosny Ludów podniesiono postulat utworzenia z Czech, Moraw i Śląska Cieszyńskiego odrębnej prowincji w ramach monarchii habsburskiej z własnym sejmem. W czerwcu 1848 odbył się w Pradze Zjazd Słowiański, któremu przewodniczył František Palacký, zwolennik austroslawizmu. W trakcie zjazdu wybuchło powstanie praskie 1848, krwawo stłumione przez wojska austriackie. Trwałą zdobyczą Wiosny Ludów było uwłaszczenie chłopów w monarchii austriackiej, co, wraz z postępującą industrializacją i rewolucją przemysłową, ułatwiło dalszy rozwój gospodarki kapitalistycznej. W latach 60. XIX w. Czechy stały się najbardziej uprzemysłowionym (głównie przemysł tekstylny i maszynowy) krajem Austrii. Rozwój przemysłu powodował znaczne migracje ludności wsi – w przewadze czeskojęzycznej – do miast, gdzie kulturalnie od czasów Białej Góry dominował język niemiecki. Prowadziło to do wzrostu napięć etnicznych.
Po załamaniu się w 1860 centralistycznego systemu A. von Bacha czeska Partia Narodowa (cz. Narodni strana), której przewodzili František Ladislav Rieger i Palacký, wystąpiła ponownie z programem przebudowy państwa austriackiego w federację równoprawnych krajów, a po ugodzie austro-węgierskiej z 1867 roku o uznanie Królestwa Czeskiego za równoprawne wobec Austrii i Węgier. Odrzucenie tego postulatu doprowadziło do bojkotu przez partię narodową parlamentu wiedeńskiego i sejmu krajowego. Spór co do strategii walki politycznej doprowadził do rozpadu partii na tzw. staroczechów i młodoczechów. Ci ostatni w 1874 utworzyli Narodową Partię Liberalną (cz. Národní strana svobodomyslná). Walczyła ona o zwiększenie swobód obywatelskich, rozszerzenie kompetencji systemu parlamentarnego, powszechne prawo wyborcze i przyznanie Czechom większych praw narodowych. Na czele nowej partii stanęli wówczas Karel Sladkovský oraz bracia Gregrowie. W 1878 powstała w Czeska Partia Socjaldemokratyczna, która w 1888 weszła w skład austriackiej socjaldemokracji. Na przełomie XIX i XX w. powstały w Czechach nowe partie polityczne chrześcijańsko-demokratyczna i agrarna.
Po wybuchu I wojny światowej czeskie partie polityczne zajęły w większości pozycję wyczekującą; społeczeństwo niechętnie ponosiło ofiary na rzecz monarchii habsburskiej. Profesor filozofii czeskiego Uniwersytetu Karola, Tomáš Masaryk, jeszcze w 1914 udał się na emigrację, zapoczątkowując tzw. akcję zagraniczną, której kluczowymi postaciami stali się oprócz niego także słowacki naukowiec Milan Rastislav Štefánik oraz prawnik Edvard Beneš. Triumwirat ten starał się o formowanie legionów czechosłowackich, rekrutując do nich swych rodaków spośród pojmanych jeńców austro-węgierskich. W 1916 powstała w Paryżu Czechosłowacka Rada Narodowa z Masarykiem na czele, uznana w 1918 przez państwa Ententy za reprezentację Czechów i Słowaków.

## I Republika Czechosłowacka

Flaga Czechosłowacji

Czechosłowacja powstała 28 października 1918. Granice nowo powstałego państwa zostały ustalone traktatami wersalskim z 1919, w St. Germain z 1919 oraz w Trianon z 1920. Z mocy tych traktatów w jego skład weszły przede wszystkim ziemie byłych Austro-Węgier. Spośród krajów koronnych Cesarstwa Austrii w skład Czechosłowacji weszły:
- Królestwo Czech (Czechy) – 51 947 km²
- Margrabstwo Moraw (Morawy) – 22 222 km²
- Śląsk Austriacki – z wyjątkiem przypadłej Polsce części Śląska Cieszyńskiego na wschód od Olzy – 4145 km²
- skrawki arcyksięstwa Dolnej Austrii – Vitorazsko, Valticko i tzw. trójkąt dyjski – łącznie 230 km².

Z unitarnego Królestwa Węgier zostały wydzielone Słowacja i Ruś Zakarpacka. Spoza Austro-Węgier do Czechosłowacji włączono jedynie należący do Cesarstwa Niemieckiego obszar wokół górnośląskiego miasta Hulczyn, tzw. kraik hulczyński, ok. 316 km².
W okresie międzywojennym Czechosłowacja należała do najbardziej rozwiniętych gospodarczo państw Europy, chociaż zaznaczały się radykalne różnice w poziomie cywilizacyjnym jej części składowych. Politycznie była krajem stabilnym, do końca swego istnienia jako jedyne państwo w Europie Środkowej pozostała demokratyczna. W polityce zagranicznej rządzący postawili na trwałość porządku powersalskiego i dominację mocarstw Ententy, zwłaszcza Francji. Uchwalona 29 lutego 1920 r. Karta Konstytucyjna wzorowana była na konstytucji III Republiki Francuskiej. Do końca 1925 szefami sztabu generalnego Armii Czechosłowackiej byli generałowie francuscy, Maurice Pellé i Eugène Mittelhauser. Pomimo zmian gabinetów etatowym ministrem spraw zagranicznych do 1935 pozostawał Edvard Beneš, który po ustąpieniu Masaryka ze względu na stan zdrowia, został przez niego wskazany i finalnie wybrany na nowego prezydenta.
Tym niemniej państwo było podminowane przez tarcia narodowościowe – irredentę niemiecką i węgierską oraz rosnące słowackie i rusińskie niezadowolenie z braku uzgodnionej autonomii. Przeprowadzona radykalna reforma rolna, która objęła 30% areałów, pogorszyła relacje pomiędzy Czechami a Niemcami, których duże majątki parcelowano. Niezadowolenie Słowaków wzmagało zachowanie laickich, praskich urzędników na Słowacji, którzy nie liczyli się z nastrojami religijnej, katolickiej krainy.
W latach 30. na emigracji w Czechosłowacji przebywali niektórzy polscy politycy będący w opozycji wobec rządzącej sanacji, m.in. Wincenty Witos i Wojciech Korfanty.

## Upadek i II Republika
30 września 1938 układ monachijski pod nieobecność reprezentantów Czechosłowacji przyznał Niemcom Kraj Sudetów. Na czele nowo powstałej drugiej Republiki Czechosłowackiej stanął Rudolf Beran. W październiku po wystosowaniu ultimatum Polska zajęła Zaolzie. 2 listopada Węgry w efekcie pierwszego arbitrażu wiedeńskiego zajęły południową Słowację i Ruś Zakarpacką z Użhorodem i Mukaczewem. Rząd II Republiki ograniczył prawa części obywateli, wprowadzając antysemickie ustawy rasowe, a dekretem z 2 marca 1939 roku stworzył obozy dla Romów w Letach i Hodoninie. Część czeskiego establishmentu politycznego I Republiki, na czele z byłym prezydentem Benešem a potem także szefem wywiadu Moravcem udała się na emigrację. 14 marca parlament słowacki ogłosił w Bratysławie akt niepodległości i utworzenie Republiki Słowackiej. Między 14 a 16 marca Węgrzy siłą zagarnęli resztę Rusi Zakarpackiej. 15 marca 1939, łamiąc zobowiązania z Monachium, niemieckie wojska wkroczyły do okrojonych Czech, tworząc na ich terenie Protektorat Czech i Moraw.
Po krótkim wycofaniu z życia politycznego w listopadzie 1939 Beneš utworzył w Paryżu Czechosłowacki Komitet Narodowy, aspirujący do roli emigracyjnego rządu. Początkowo wśród aliantów uznawany jedynie przez rząd gen. Sikorskiego. Izolowani w polityce międzynarodowej czescy politycy emigracyjni prowadzili wówczas z rządem Sikorskiego rozmowy o projekcie konfederacji polsko-czechosłowackiej, które zarzucili po inwazji Hitlera na ZSRR, gdy rząd Beneša przeorientował swą politykę na ZSRR. Dopiero po rozpoczęciu planu Barbarossa rząd Beneša został uznany przez Wlk. Brytanię.

## Czechosłowacja komunistyczna
Po II wojnie światowej Czechosłowacja znalazła się w sferze wpływów Związku Radzieckiego. W 1945 roku rozpoczęły się początkowo spontaniczne – a wkrótce legitymizowane na mocy tzw. dekretów Beneša (pozbawiały obywatelstwa i majątku Niemców i Węgrów) – wypędzania ludności niemieckiej niejednokrotnie o brutalnym charakterze (masakra w Postoloprtach, masakra w Uściu nad Łabą).
Zapowiedź politycznej i gospodarczej współpracy odrodzonej Czechosłowacji z ZSRR i państwami „demokracji ludowej” zawarta została w ogłoszonej w kwietniu 1945 roku deklaracji programowej Frontu Narodowego Czechów i Słowaków. Jesienią przeprowadzono wybory do jednoizbowego Tymczasowego Zgromadzenia Narodowego, a wiosną 1946 roku wybory do Konstytucyjnego Zgromadzenia Narodowego. Rządzona przez Klementa Gottwalda partia komunistyczna stale poszerzała swą kontrolę nad instytucjami państwa, wykorzystując legalizm pozostałych ugrupowań politycznych i niezdecydowanie prezydenta Beneša. Przyjęcie przez Zgromadzenie 9 maja 1948 roku Konstytucji nawiązującej do ustawy zasadniczej z okresu I Republiki, nie zapobiegło dokonywanym pod jej formalnymi rządami procesom stalinizacji. Beneš odmówił podpisania nowej konstytucji, jednocześnie jednak ustąpił ze stanowiska, co pozwoliło komunistom przejąć pełnię władzy (zamach stanu).
Proces uniformizacji państwa został zwieńczony uchwaleniem nowej Konstytucji w dniu 11 listopada 1960 roku. Podjęta na przełomie lat 1967/1968 próba powrotu do niektórych zasad demokracji parlamentarnej (tzw. „Praska Wiosna”) zakończyła się zbrojną interwencją wojsk Układu Warszawskiego. Jedną z trwałych pozostałości Praskiej Wiosny było wprowadzenie w 1969 r. w czasie rządów Alexandra Dubčeka, Słowaka z pochodzenia – ustroju federalnego i podział państwa unitarnego na 2 republiki, czeską i słowacką. Podział ten choć rewidowany w 1971 i 1975 utrzymał się aż do upadku rządów komunistycznych.
Od czasu stłumienia Praskiej Wiosny na emigracji i w podziemiu rozwijał się ruch opozycyjny, którego głównymi reprezentantami byli intelektualiści skupieni wokół inicjatywy Karty 77. W latach 80. środowiska te nawiązały kontakt z polską opozycją poprzez inicjatywy na kształt Solidarności Polsko-Czechosłowackiej. Dopiero na skutek przemian politycznych w Polsce i na Węgrzech oraz w NRD w listopadzie 1989 doszło w Czechosłowacji do znaczących zmian ustrojowych w wyniku tzw. aksamitnej rewolucji.

## Czechy współczesne
Po upadku reżimu komunistycznego w 1989 roku na skutek aksamitnej rewolucji politycy Czech i Słowacji zdecydowali o podziale Czechosłowacji od 1 stycznia 1993 na niepodległe Czechy i Słowację. 19 stycznia 1993 nowa Republika Czeska została przyjęta do ONZ. W lutym parlament wybrał Václava Havla, byłego już prezydenta Czechosłowacji na prezydenta Republiki. Od 1992 władza w Czechosłowacji należała do koalicji utworzonej przez Obywatelską Partię Demokratyczną. Premierem rządu został Václav Klaus. Rząd Klausa kontynuował prywatyzację gospodarki oraz proces integracji ze strukturami Zachodu. Czechy osłabiły współpracę regionalną w ramach Grupy Wyszehradzkiej na rzecz indywidualnych starań o szybsze przyjęcie do UE i NATO. W grudniu 1997 premier Klaus podał się do dymisji.
Do sierpnia 1998 władzę sprawował pozapartyjny rząd Josefa Tošovskýego. W styczniu 1998 parlament ponownie wybrał Havla na prezydenta. W przedterminowych wyborach parlamentarnych czerwcu 1998 zwyciężyła Czeska Partia Socjaldemokratyczna. Premierem został Przewodniczący partii Miloš Zeman, którego w maju 2002 zastąpił Vladimír Špidla. Nowy rząd uaktywnił współpracę z państwami regionu w sprawie integracji z UE i NATO. 12 marca 1999 Czechy, Polska i Węgry zostały przyjęte do NATO. W 2002 wybory parlamentarne wygrała Czeska Partia Socjaldemokratyczna, a premierem został Stanislav Gross. W 2003 nowym prezydentem został Václav Klaus. W kwietniu 2003 Czechy podpisały traktat akcesyjny z UE, który w czerwcu zatwierdzony w referendum. 1 maja 2004, razem z dziewięcioma innymi państwami stały się członkami UE. W 2008 ratyfikowały Traktat lizboński. W latach 2013–2023 prezydentem Czech był Miloš Zeman – pierwszy prezydent Czech wybrany w głosowaniu bezpośrednim. W 2006 wybory parlamentarne wygrała Obywatelska Partia Demokratyczna, a premierem został Mirek Topolánek. 18 lutego 2009 parlament ratyfikował traktat lizboński. 17 czerwca 2013 r. w wyniku afery korupcyjnej upadł koalicyjny rząd Petra Nečasa.